# Могот (Зейский район)
Могот — упразднённый посёлок в Зейском районе Амурской области России. Исключен из учётных данных в 1977 году, в связи с попаданием в зону затопления Зейского водохранилища.

## География
Посёлок располагался на левом берегу реки Могот, на расстоянии примерно 4 километров (по прямой) к юго-востоку от поселка Береговой. В настоящее время урочище находится в бухте Зейского водохранилища восточнее устья реки Большой Могот.

## История
По некоторым сведениям населённый пункт возник в начале 1930-х годов как посёлок спецпереселенцев из числа кулаков, занимавшихся разработкой золотого прииска.
В связи с попаданием села в зону затопления Зейского водохранилища, все его население было переселено во вновь построенный посёлок Береговой.
Решением Амурского исполкома от 30 декабря 1977 года № 522, посёлок Могот исключен из учётных данных как несуществующий.